# Боряна Кришто
Боряна Кришто (хорв. Borjana Krišto, уроджена Кржель (хорв. Krželj);
нар. 17 березня 1961, Ливно) — боснійська хорватська політична діячка, Голова Ради міністрів Боснії і Герцеговини з 25 січня 2023 року. Президент Федерації Боснії і Герцеговини з 2007 до 2011 року. Перша жінка на обох посадах.

## Раннє життя та освіта
Народилась 1961 року в родині Йозо та Яні Кржель у місті Ливно, де й здобула початкову та середню освіту. У 1976—1980 рр. навчалась у вищій економічній школі у Ливно. У 1984 році закінчила юридичний факультет у Баня-Луці, склала адвокатський іспит у Сараєво 2001 року. До 1999 року працювала у компаніях Ливна: «Agro Livno», «Guber», «Likom» i «Livno bus».

## Політична кар'єра
1995 року приєдналась до партії Хорватська демократична співдружність Боснії і Герцеговини.
У 1999—2000 рр. обіймала посаду міністра юстиції та адміністрації Герцег-Босанського кантону. З 2000 до 2002 року була секретарем уряду Герцег-Босанського кантону. Водночас була членом кількох робочих груп з підготовки законопроєктів та підзаконних актів.
2002 року обрана до Палати представників Федерації Боснії і Герцеговини від ХДС БіГ, але не стала її членом, а обійняла посаду міністра юстиції в уряді Федерації.
2006 року обрана до Палати представників Боснії і Герцеговини. У лютому 2007 року обійняла посаду Президента Федерації Боснії і Герцеговини. Вона стала першою жінкою на цій посаді. 17 березня 2011 року на посаді її змінив Живко Будимир.
На загальних виборах 2010 року змагалась за місце в Президії Боснії і Герцеговини від хорватів, але із результатом у 19,74 % поступилась Желько Комшичу від Соціал-демократичної партії Боснії і Герцеговини, який здобув 60,61 %. З 2011 року — член Палати народів Боснії і Герцеговини. З 2011 до 2022 року — член делегації Парламентської Скупщини Боснії і Герцеговини у Парламентській асамблеї Ради Європи.
2014 року обрана членом палати Палати представників, а 2018 року переобрана. З 2015 року — заступниця президента ХДС БіГ.
У червні 2022 року ХДС БіГ оголосила про висунення Кришто на посаду члена Президії Боснії і Герцеговини від хорватів на загальних виборах 2022 року, кинувши виклик чинному члену Президії Желько Комшичу. На виборах у жовтні цього року здобула 44,20 % голосів, програвши Комшичу, який переобрався з 55,80 % голосів.
Після виборів 2022 року коаліція, очолювана партіями Союз незалежних соціал-демократів, Хорватська демократична співдружність Боснії і Герцеговини та Соціал-демократична партія Боснії і Герцеговини досягли згоди у формуванні уряду та призначили Кришто Головою Ради міністрів. 22 грудня Президія офіційно номінувала її на цю посаду.
28 грудня Палата представників Боснії і Герцеговини схвалила її призначення 28 проти 15 голосів. Вона стала першою жінкою на цій посаді.
25 січня 2023 року Палата представників затвердила уряд Кришто, за це проголосували 23 з 42 її членів.

## Приватне життя
Одружена з отоларингологом Бранком Кришто. Володіє французькою.